# Kisari Mohan Ganguli
Kisari Mohan Ganguli (también K. M Ganguli) fue un traductor de la India, reconocido por haber realizado la primera traducción completa al inglés del Majábharata (texto épicorreligioso del siglo III a. C.). Se publicó como The Mahabharata of Krishna-Dwaipayana Vyasa Translated into English Prose (‘El «Majábharata» de Krisná Duaipaiana Viasa traducido a la prosa inglesa) entre 1883 to 1896 por Pratap Chandra Roy (1842-1895), un librero de Calcuta que era dueño de una imprenta, y recogió fondos para el proyecto de traducir los 18 libros del Majábharata.

## Publicación de la traducción
En el «prólogo del traductor» en el libro 1 (Adi Parva), Ganguli menciona la secuencia de sucesos que condujeron a la publicación. En algún momento de principios de 1870, Pratapa Chandra Roy, con babu Durga-Charan Banerjee, visitaron a Ganguli en su casa de Shibpur (en el distrito Howrah, enfrente de Calcuta, cruzando el río Hoogly) proponiéndole que asumiera el proyecto de traducción. Después de la reticencia inicial y de una segunda reunión, cuando realizaron planes, y le dejaron una copia de la traducción realizada por el sanscritólogo alemán Max Müller (1823-1900) unos treinta años antes, que Ganguli estudió y encontró demasiado literal y carente de fluidez. Así empezó a corregir el texto en inglés línea por línea, aunque «sin menoscabar en absoluto la fidelidad al original». Pronto tecleó una docena de hojas, que se enviaron a notables escritores, tanto de Europa como de la India. Las respuestas fueron muy favorables, y decidieron a Ganguli a iniciar formalmente el proyecto.
Ganguli quería publicar la traducción de manera anónima, mientras que Roy estaba en contra. Ganguli creía que el proyecto era demasiado gigantesco como para que alguien creyera que había sido el trabajo de una sola persona. Además posiblemente no viviría para completar el proyecto, y le parecía indeseable agregar en la portada los nombres de los sucesivos traductores. Finalmente, se llegó a un compromiso, aunque el nombre del traductor no aparecería en la portada, el primer libro (Adi Parva), que salió en 1883, se publicó con dos prólogos, uno con la firma del editor y el otro titulado «prólogo del traductor», dando a entender que el que publicaba el libro y el traductor eran dos personas distintas.
Sin embargo, para cuando se publicó el libro 4, la omisión del nombre del traductor ya había empezado a crear controversias. «Un diario indio influyente» acusó a Pratap Chandra Roy de «presentarse ante el mundo como el traductor de la obra de Vyasa cuando, en realidad, no era más que el editor». Roy escribió inmediatamente una carta para aclarar, citando el prefacio firmado por el traductor. Sin embargo la confusión se mantuvo durante muchos años entre los lectores que pasaban por alto el prefacio del primer libro. Una vez que Ganguli tradujo los dieciocho libros, su nombre ya no se omitió de la publicación.
Más recientemente, los estudiosos que corregieron esta discrepancia fueron Ronald Inden y Maureen Patterson ―compiladores de la Bibliography to South Asian Studies (‘bibliografía para estudios del sur de Asia’), de la Universidad de Chicago―, K. M. Knott ―en la edición de Janus Press de los dos primeros libros del Majábharata― y A. C. Macdonnell.
La traducción al inglés que Ganguli realizó del Majábharata sigue siendo la única completa hasta la fecha. En la actualidad se encuentra en dominio público.
Su traducción fue reimpresa por Munshiram Manoharlal Publishers (de Nueva Delhi).